# 영국 지위향상·지역사회·지방정부부
지위향상·지역사회·지방정부부(Department for Levelling Up, Housing and Communities, DLUHC)는 영국 정부 부처로 행정 집행부의 권력을 의회, 지역 사회와 가정으로 분산시키는 일을 관리한다. 영국 정부에 집중된 권력을 국민에게 부여하는 분권화와 지방화를 목표로 한다.
본부는 런던 이랜드 하우스에 있다. 스코틀랜드 정부, 웨일스 의회 정부와 북아일랜드 행정부에도 이 같은 부처가 있다. 2006년 5월에 주택·지역사회·지방정부부(Ministry for Housing, Communities and Local Government, MHCLG)라는 이름으로 설립되었고, 2021년에 보리스 존슨 총리의 내각 개편에 따라 이름을 바꿨다.

## 배경
영국 지역사회 지방정부부는 2001년에 부총리국과 같이, 존 프레스콧 부총리가 맡고 있는 내무부 산하 기관으로 처음 설립되었다. 2002년 5월에 부총리국은 지방정부와 지역예산을 흡수 통합해서 분리독립하였다.

## 주요 업무
큰 정부를 대신하는 자유롭고 공정하며 책임있는 큰 사회를 만든다.
- 지방 분권화
- 주택 공급
- 지역 사회 장기 계획 수립
- 행정 신뢰도 증가
- 투명한 예산 집행
- 정책 수립
  - 지방 정부, 지역 사회와 이웃 지원
  - 지역재생, 주택, 환경 계획과 건설, 소방

## 같이 보기
- 카운실 하우스
- 주택단지
- 잉글랜드의 지역